# Meg Ryan
Meg Ryan (Fairfield, Connecticut, 19. studenog 1961.), američka je glumica  najpoznatija po svojim ulogama u velikom broju popularnih romantičnih komedija, stoga je prozvana "kraljicom romantičnih komedija".

## Životopis
Pravim imenom Margaret Mary Emily Anna Hyra, iako rođena u posve drugoj saveznoj državi, rasla je u New Yorku i u početku nikako nije bila na putu da postane filmska zvijezda. Studirala je novinarstvo na New York Sveučilištu, a kako bi otplatila noćne satove nastave, započela se baviti glumom. Uz pomoć svoje majke, dobila je ulogu kćeri poznate Candice Bergen u slavnoj TV sapunici Rich and famous, redatelja Georgea Cukora. Takva, ne baš bezazlena uloga, ponukala je mladu glumicu da se nastavi baviti glumom. 

## Filmografija
Uloga u dnevnoj drami As the World Turns (od 1982. do 1984.) postala je njezino sljedeće zaposlenje. Slijedi pojavljivanje u hororu Amityville 3-D (1983.), no uloga koja je mladu Meg lansirala među poznate bile je uloga žene letača Goosea u legendarnom akcijskom spektaklu Top Gun. Iako sporedna,ta joj je uloga (zbog eksponiranosti filma) dala status raspuštene djevojke, prvenstveno zbog izjave "take me to bed or lose me forever" (Odvedi me u krevet, ili me zauvijek izgubi).
Počinje drugo doba njezine karijere, u kojem bilježi sve svoje značajnije uloge. Glumi u više filmova zajedno s Dennisom Quaidom (Unutarnji svemir 1987., D.O.A. 1988.), a njihove veze na ekranu ubrzo postaju stvarnost. Tako se Meg Ryan i Dennis Quaid vjenčaju 1991. godine.
1987. nastupa i u filmu "Promised land", s Kieferom Shuterlandom. Promised land je drama koja kritizira američki način života, te je to njezina najkontraverznija uloga.
Hit komedija Kad je Harry sreo Sally (1989.) jedna je od njezinih najvećih i najpoznatijih uloga. Ljubavni jadi koje u filmu podnose ona i Billy Crystal, a na kraju se ipak zaljubljuju, postaju zaštitni znak sad već slavnije glumice i tema većine njezinih kasnijih uloga.
1990. s filmom Joe protiv vulkana počinje ciklus suradnje s Tom Hanksom. To je najneuspješniji od ukupno triju filmova u kojima je glumila s Hanksom. Kako bi dokazala da može odraditi ozbiljnije likove u filmovima, 1991. je prihvatila ulogu ovisnice Pam, djevojke Jima Morrisona (kojeg glumi Val Kilmer) u glasovitom filmu The Doors Olivera Stonea. Isplatilo se jer je dobila pohvalne kritike i prihvaćena je kao ozbiljna dramska glumica. Slijedi uloga u još jednoj drami, Od krvi i mesa (1993.) opet s Dennisom Quaidom, te slavnim Jamesom Caanom. U filmu se pojavljuje i Gwyneth Paltrow. Iste godine snima drugi film s Tomom Hanksom, još jednu veliku romantičnu komediju, Romansa u Seattleu. Za tu je ulogu nominirana za prestižnu filmsku nagradu Zlatni globus.
Slijede romansa I.Q. s Timom Robbinsom, nešto ozbiljniji Restauracija s Robertom Downeyem Jr.-om, te njezina najozbiljnija uloga u filmu Kad muškarac voli ženu s Andyjem Garciom, gdje glumi alkoholičarku.
1995. godine istodobno je glumila u komediji Francuski poljubac i producirala je. Komedija u kojoj dijeli glavnu ulogu s Kevinom Klineom ubrzo je postala hit, a Meg Ryan će kasnije producirati još nekoliko filmova.
1996. snima ratnu dramu Hrabrost ratnika s Denzelom Washingtonom. Tema filma je istraživanje sumnjivog pogibanja ženske časnice Karen Walden u Zaljevskom ratu. Zatim snima još jednu romantičnu komediju s nešto grubljom i osvetoljubivom ulogom, Ovisni o ljubavi s Matthewom Broderickom.
1998. snima film Imaš poruku, posljednji i najuspješniji film s Tomom Hanksom. Film je ekranizacija broadwayske predstave i postigao je zavidan uspjeh,te kultni status među filmovima tog žanra. Film je dobio i dobre kritike od filmskih kritičara. Slijedi fantastična romantična drama Grad anđela s Nicolasom Cageom, te beznačajna uloga plesačice u filmu Hurlyburly.
Komična drama Taj vražji telefon iz 2000. godine potvrđuje njezin status superzvijezde i poštovane glumice zbog dodjele glavne uloge u filmu u kojem nastupa više poznatih zvijezda, između ostalog Walter Matthau, Diane Keaton i Lisa Kudrow.
Slijedi skandal u njezinoj karijeri - veza s glumcem Russellom Crowom koja se ostvarila zbog zajedničkih uloga u trileru Dokaz života. Njezin suprug Dennis Quaid zbog preljuba je zatražio razvod.